# ルシタニア号事件
ルシタニア号事件（ルシタニアごうじけん、英: Sinking of the RMS Lusitania ）とは、第一次世界大戦中の1915年5月7日にニューヨークからリヴァプールへと向かっていた客船ルシタニア号が、無制限潜水艦作戦を行っていたドイツ帝国海軍のUボートによって、アイルランド沖で無警告で魚雷攻撃を受け沈没した事件である。
この攻撃がおこなわれたのは、連合国がドイツおよび他の同盟国に対して海上封鎖を実施したことを受けて、ドイツがイギリスの船舶に対する無制限潜水艦戦を発表した3ヶ月後だった。ルシタニア号は、ヴァルター・シュヴィーガー中尉が指揮するU-20によって攻撃された。1つの魚雷が命中した後、船内で2回目の爆発が発生しわずか18分でルシタニア号は沈没した。
この沈没によりアメリカの世論は反ドイツに傾いた。これは2年後のアメリカの第一次世界大戦の参戦へと繋がった。攻撃を受けた客船の画像はアメリカの反ドイツのプロパガンダと兵士の募集キャンペーンで頻繁に使用された。

## 背景
ルシタニア号が建造されたとき必要に応じて武装商巡洋艦に改造できるという条件で建造費と運営費はイギリス政府から補助金を受けていた。第一次世界大戦の勃発時、イギリス海軍本部はルシタニア号を武装商巡洋艦として徴用することを検討した。
第一次世界大戦が勃発すると、ルシタニア号や他の大型客船の安全に対する懸念が高まった。戦争開始後の最初の航路では船の正体を隠し視覚的に発見されにくくするためにくすんだ灰色の配色で塗装された。ドイツ海軍がイギリス海軍によって牽制されており航路への脅威がほぼ完全に消滅したことが判明するとルシタニア号のような船にとってはもう安全であるように考えられた。

### 事件後
アメリカではドイツに対する非難が強まり戦争犯罪として捜査が開始された。ウッドロウ・ウィルソン大統領はドイツに対して参戦もやむを得ないと考えるようになっていたが、国務大臣はドイツとの戦争はアメリカにとって不利益であると主張した。ルシタニア号事件はアメリカの第一次世界大戦の参戦の直接的な原因とはならなかった。アメリカの本格参戦は1917年のツィンメルマン電報事件を待たねばならない。